# 헌티드 힐
《헌티드 힐》(House On Haunted Hill)은 미국에서 제작된 윌리엄 캐슬 감독의 1959년 드라마, 공포, 스릴러 영화이다. 빈센트 프라이스 등이 주연으로 출연하였고 윌리엄 캐슬 등이 제작에 참여하였다.

## 출연

### 주연
- 빈센트 프라이스
- 캐롤 오마트

### 조연
- 리처드 롱
- 앨런 마셜
- 캐롤린 크레이그
- 엘리사 쿡 주니어
- 줄리 미첨
- 리오나 앤더슨
- 하워드 호프만

## 기타
- 협력프로듀서: 롭 화이트
- 세트: 모리스 호프만